# Barbara Jordan (politiker)
Barbara Jordan, född 21 februari 1936 i Houston, död 17 januari 1996, var en amerikansk politiker från Texas. Hon satt i USA:s representanthus 1973 - 1979.